# Liber exemplorum ad usum predicantium
Der Liber Exemplorum ad usum praedicantium ist eine Exemplasammlung eines britischen Franziskaners aus dem 13. Jahrhundert.

## Ausgabe
- Liber Exemplorum ad usum praedicantium: saeculo XIII compositus a quodam fratre minore anglico de provincia Hiberniae; secundum codicem Dunelmensem, hrsg. von Andreas George Little; Aberdeen 1908 (British Society of Franciscan Studies, 1). archive.org